# Бутырки (Чеховский район)
Бутырки — деревня в Чеховском районе Московской области, в составе муниципального образования сельское поселение Стремиловское (до 28 февраля 2005 года входила в состав Стремиловского сельского округа).

## Население
| 2002 | 2006 | 2010 |
| ---- | ---- | ---- |
| 6    | →6   | ↗10  |

## География
Бутырки расположены примерно в 20 км на юго-запад от Чехова, у границы с Жуковским районом Калужской области, на левом берегу реки Нары, высота центра деревни над уровнем моря — 137 м. На 2016 год в Бутырках зарегистрировано 1 садоводческое товарищество.